# Оливија Хаси
Оливија Хаси (енгл. Olivia Hussey; Буенос Ајрес, 17. април 1951 — Бербанк, 27. децембар 2024) била је британско-агрентинска глумица. Најпознатију улогу је остварила као Јулија Капулети у филму Ромео и Јулија из 1968. године.